# Here to Stay
Here to Stay (pol. Tutaj żeby zostać) – szesnasty singel amerykańskiego zespołu nu-metalowego Korn, i pierwszy pochodzący z albumu Untouchables. Piosenka ta została nagrodzona Nagrodą Grammy w 2003 roku jako Najlepsze Wykonanie Metalowe i jest jednym z najlepiej rozpoznawalnych utworów zespołu.

## Teledysk
Teledysk wyreżyserowali The Hughes Brothers. Istnieją dwie wersje klipu do tej piosenki. W podstawowej widzimy małego chłopca, który ogląda w telewizji różne, przerażające informacje ze świata oraz zespół grający w telewizorze. Pod koniec teledysku Jonathan wsysa chłopca do telewizora. Inna wersja zwana Performance, przedstawia tylko zespół grający na tle zaśnieżonego ekranu. W tym teledysku został po raz pierwszy pokazany słynny statyw na mikrofon zrobiony przez H.R. Gigera.